# 대통령의 AIDS 긴급 구호 계획

PEPFAR의 로고

에이즈 구호를 위한 미국 대통령의 AIDS 긴급 구호 계획(United States President's Emergency Plan For AIDS Relief, PEPFAR)은 HIV/AIDS 전염병을 해결하고 감염된 사람들이 사망하지 않게 하기 위한 미국 정부의 계획이다. 2003년 조지 W. 부시 미국 대통령이 출범시켰으며, 2020년 5월 HIV/AIDS 치료, 예방 및 연구를 위해 누적 900억 달러를 제공하여 단일 대상에 초점을 맞춘 건강 프로그램이 되었다. PEPFAR는 50개 이상의 국가에 있는 미국 정부 기관의 조합에 의해 활동하며, 미 국무부의 글로벌 에이즈 코디네이터가 감독 및 관리한다. 2019년 9월에 PEPFAR는 사하라 이남 아프리카에서 진행되어 1,900만명 이상의 생명을 구한 것으로 알려졌다.

## 역사
PEPFAR은 조지 W. 부시 대통령과 그의 아내인 로라 부시의 에이즈 예방과 아프리카의 에이즈에 대한 관심으로 시작되었다. 2010년 희고록 결정의 순간들에 따르면 두 사람은 1990년 알렉스 헤일리의 《뿌리》를 읽고 감비아에 다녀온 후 아프리카의 에이즈에 관심을 갖게 되었다. 1998년 조지 W. 부시가 대선 출마를 고민하던 중, 후에 국무장관이 되는 콘돌리자 라이스와 아프리카의 에이즈에 대해 논의했다. 그녀는 조지 W. 부시가 당선된다면 아프리카의 국가들과 더 긴밀하게 협력하는 것이 중요한 정책이 돼야 한다 말했다. 또한 그녀는 후에 그에게 HIV/AIDS가 아프리카의 핵심 문제이지만 미국은 전염병 억제를 위한 명확한 전략 없이 6개 연방 기관에 돈을 주고, 전 세계 에이즈에 연간 5억 달러만 지출하고 있다고 말했다.
2003년에 HIV/AIDS, 결핵, 말라리아에 대한 미국 리더십법(Global AIDS, Global AIDS Act)은 일련의 광범위하고 구체적인 목표를 지정했으며, 교대로 일부 영역에서 측정 가능한 결과를 식별하고 법률로 지정하는 권한을 대통령에게 위임했다. 또한 이 법안은 모든 국제 에이즈 자금 및 프로그램을 감독하기 위해 국무부 글로벌 에이즈 코디네이터를 설립했다.
2014년 4월 4일 데보라 벅스 대사는 국무부 글로벌 에이즈 코디네이터에 취임했으며, 그녀는 이 직위를 2021년 1월까지 유지했다.

## 주요 국가
PEPFAR가 법률로 제정되었을 때 HIV/AIDS 유병률이 높고 자원이 부족한 15개 국가가 대부분의 자금을 받도록 지정되었다. 15개의 국가는 보츠와나, 코트디부아르, 에티오피아, 가이아나, 아이티, 케냐, 모잠비크, 나미비아, 나이지리아, 르완다, 남아프리카 공화국, 탄자니아, 우간다, 베트남, 잠비아이었다. 계획을 위한 150억 달러는 이러한 주요 국가에 사용되었으며, 40억 달러는 HIV/AIDS 연구에, 나머지 10억 달러는 글로벌 핀드에 기부되었다.

## 관리 기관

아프리카의 국가별 기대수명

### 글로벌 에이즈 코디네이터 사무실
미국 국무부에 속한 글로벌 에이즈 코디네이터 사무실은 PEPFAR의 시행을 감독하고 HIV/AIDS에 대한 미국의 글로벌 대응과 관련된 다양한 기관 간의 의견을 조정한다. 또한 계획의 필수적인 관리를 하고 감독의 국가 지도자와 정책 토론에 참여한다.

### 미국 국제 개발청
독립적인 연방 기관인 USAID는 국무장관으로부터 전반적인 외교 정책 지침을 받고 민간 해외 원조를 관리하는 기관이다. USAID는 50개국에서 다른 지역 프로그램을 통해 거의 100개국에서 PEPFAR 프로그램의 구현을 지원한다.

### 미국 보건복지부
보건복지부(HHS)는 질병 통제 예방 센터(CDC), 국립 보건원(NIH), 보건 자원 및 서비스 관리국(HRSA), 식품 의약청(FDA), 약물 남용 및 정신 건강 서비스 관리국(SAMHSA) 등을 통해 PEPFAR 자금을 지원하는 예방, 치료 및 관리 프로그램을 시행한다.

### 질병 통제 예방 센터
질병 통제 예방 센터는 PEPFAR 자금을 사용하여 GAP(Global AIDS Program)를 구현에 지원한다. GAP는 PEPFAR를 구현하는 USG 팀의 일원인 29개국의 고도로 훈련된 의사, 전염병학자, 공중 보건 고문, 행동 과학자 및 실험실 과학자와 협력하고, 감독 정부, 보건부, NGO, 국제 기구, 미국 기반 대학 및 민간 부문과의 파트너십을 통해 GAP는 HIV 예방, 치료 및 관리를 지원한다.

### 국방부
국방부(DoD)는 감독 군대 및 민간 커뮤니티에서 HIV/AIDS 예방, 치료, 관리, 전략적 정보, 인적 능력 개발 및 프로그램, 정책 개발 등의 PEPFAR 프로그램을 구현하도록 지원한다.

### 상무부
상무부(DoC)는 민관 파트너십을 통해 민간 부문 참여를 촉진함으로써 PEPFAR에 기여한다.

### 노동부
노동부(DoL)는 HIV/AIDS 관련 낙인 및 차별의 예방 및 감소에 중점을 둔 PEPFAR 프로젝트를 시행한다.

## 시행 프로그램

남아프리카 공화국의 에이즈 전염 안정화를 보여주는 그래프

### 예방
전염병 확산을 늦추기 위해 PEPFAR는 다양한 예방 프로그램을 지원한다. 프로그램에는 모자간 전염 예방, 주삿 바늘 예방, 등이 있다. 에이즈 예방을 위해 PEPFAR 예산의 권장 20%를 예방에 사용하고 나머지 80%는 관리 및 치료, 실험실 지원, 항레트로바이러스 약제, TB/HIV 서비스, 고아 및 취약 아동(OVC) 지원, 기반 시설에 사용했다. 2008년 PEPFAR는 재승인이 되기 위해 금욕 프로그램에 대한 요구 사항을 포함하여 예방 노력에 대한 20% 권장 사항을 제거했다.

### 치료
항레트로바이러스 약제를 제공하는 것 외에도 기회 감염의 예방 및 치료, 말라리아, 결핵, 수인성 질병 및 기타 급성 감염의 예방 및 치료 서비스를 지원한다. 또한 교육 및 급여, 의료 시설의 개조 및 개조, 최신화된 실험실 장비 및 유통 시스템, 물류 및 관리를 지원한다. 이는 해당 국가에서 PEPFAR 서비스의 지속 가능성을 보장하여 HIV/AIDS 관리를 가능하게 하기 위한 것이다.
PEPFAR 지원 치료 및 치료 서비스는 다양한 미국 및 국제 기관에서 시행된다. 지원 기관에는 하버드 대학, 콜롬비아 대학의 국제 에이즈 치료 및 치료 프로그램 센터(ICAP), 엘리자베스 글레이저 소아 에이즈 재단(EGPAF), 가톨릭 구호 서비스의 AIDS 구호 협회 등이 있다.

### 관리
이미 에이즈에 감염된 사람들을 위해 HIV 상담, 재정적 안정 유지를 위한 돈을 제공하며, 고아 및 취약 아동(OVC)에 대한 특별 관리가 제공되고 여성 및 소녀의 고유한 요구에 맞는 서비스가 제공된다. 마지막으로 에이즈의 사회 낙인을 없애기 위해 국가, 지도자, 종교 등과 긴밀하게 협력한다.

## 결과
PEPFAR의 결과 또는 진행한 일들은 다음과 같다.
- 미국에서 510만명이 넘는 사람들이 항레트로바이러스 약제 치료를 받았다.
- 세계에서 1,100만명이 넘는 임산부가 HIV 검사와 상담을 받았다.
- 어머니와 자식과의 전염을 적게 하기 위해 항레트로바이러스 약제를 지원해 23만명의 어린이가 어머니의 HIV에 감염되지 않고 태어났다.
- HIV로 인한 1,500만명의 고아들을 지원했다.
- 200만명의 남성 포경 수술을 위해 지원했다.
- 4,650만 명 이상의 HIV 검사 및 상담을 직접 지원하여 치료, 예방 및 관리를 위한 중요한 진입점을 제공했으며, 미국은 에이즈, 결핵, 말라리아 퇴치를 위한 글로벌 기금의 최초이자 최대 기부국이 되었다.

현재 치료를 받고 있는 저소득 및 중소득 국가의 약 800만 개인 중 거의 680만 명이 PEPFAR 양자 프로그램, 글로벌 펀드 또는 모두를 통해 지원을 받고 있다.

## 자금 조달
PEPFAR는 매년 의회에 보고하며 법에서 요구하는 프로그램 및 재무 데이터를 제공하며, 공식 웹사이트에서 확인 할 수 있다. 2013년에 버락 오바마 대통령은 64억 2000만 달러를 요청했으며, 이 중 HIV/AIDS 프로그램에 45억 4000만 달러, 글로벌 기금에 16억 5000만 달러 자금 조달을 요청했다. 또한 PEPFAR은 멕시코시티 정책(en)에서 제외되었다.

## 비판
PEPFAR에 대한 일부 비평가들은 2006-2008년 예방 지출의 3분의 1이 결혼할 때까지 금욕 프로그램 및 모든 자금 지원 조직이라는 점에서 비판했다. 이 비판가들은 PEPFAR 기금을 받는 모든 조직이 일부 활동가가 맹세 서약과 비교하는 성매매를 명시적으로 반대하는 정책을 가질 것을 요구했다. 많은 에이즈 조직은 그러한 정책이 성노동자들의 HIV 감염률을 줄이려는 노력을 소외시킬 것이라고 이야기했다.
2013년 미국 대법원은 국제 개발 기구, 오픈 소사이어티 인터내셔널 주식회사가 강제 발언에 대한 수정 헌법 제1조의 금지 조항을 위반했다고 판결했다. 또한 2015년 제19회 레트로바이러스 및 기회 감염 회의에서 발표된 연구에 따르면 미국 정부가 사하라 이남 아프리카에서 금욕을 장려하는 프로그램에 지출한 13억 달러는 큰 영향을 미치지 않은 것으로 밝혀졌다.
또한 PEPFAR는 HIV 확산 방지에 효과적인 것으로 널리 알려진 주삿 바늘 공유 금지 프로젝트를 진행하지 않은 것으로 밝혀지기도 하였다.
2011년 6월 25일, 보건복지부 검찰관은 질병통제예방센터(CDC)의 PEPFAR 기금 관리를 비판하는 보고서를 발표했다. "우리의 검토에 따르면 CDC가 부서 및 기타 연방 요구 사항에 따라 수령인의 기금 사용을 항상 확인하지 않는 것으로 밝혀졌다."라고 쓰여 있던 보고서를 발표하였다. 그리고 2012년 11월 19일, OIG는 CDC 나미비아 사무소의 PEPFAR 수령인의 기금 사용을 확인하지 않음을 비판하는 보고서를 발표했다.

## 같이 보기
- 무역 관련 지식재산권에 관한 협정